# Michał Żołnowski
Michał Żołnowski (ur. 1975) – polski astronom amator i lekarz mieszkający w Krakowie. W 2012 roku zbudował we Włoszech zdalnie sterowane obserwatorium astronomiczne Rantiga Osservatorio, służące do poszukiwań i obserwacji drobnych ciał w Układzie Słonecznym, gdzie w kolejnych latach we współpracy z Michałem Kusiakiem odkrył najprawdopodobniej co najmniej kilkadziesiąt planetoid. Jeden ze współzałożycieli Obserwatorium Polonia w San Pedro de Atacama w Chile.
W marcu 2015 wraz z Michałem Kusiakiem, Rafałem Reszelewskim i Marcinem Gędkiem, został współodkrywcą komety długookresowej C/2015 F2 (Polonia).
We współpracy z Grzegorzem Duszanowiczem ze Szwecji, został współodkrywcą supernowej SN 2017A.
Wg oficjalnych informacji zawartych w bazie danych Minor Planet Center, 23 planetoidy odkryte przez Żołnowskiego i Kusiaka otrzymały oznaczenia numerowane.
W 2014 roku Międzynarodowa Unia Astronomiczna zatwierdziła i przypisała odkrytej w projekcie Catalina Sky Survey, planetoidzie (384815) 2012 RC3, nazwę Żołnowski.

## Lista odkrytych planetoid
| Lp. | Numer  | Nazwa            | Oznaczenie tymczasowe | Data odkrycia | Link do bazy MPC, uwagi |
| --- | ------ | ---------------- | --------------------- | ------------- | ----------------------- |
| 1   | 392728 | Zdzisławłączny   | 2012 QJ52             | 21.08.2012    | MPC                     |
| 2   | 445917 | Ola              | 2012 XF71             | 5.12.2012     | MPC                     |
| 3   | 486170 | Zolnowska        | 2012 YX2              | 10.12.2012    | MPC                     |
| 4   | 486239 | Zosiakaczmarek   | 2013 BK16             | 13.12.2012    | MPC                     |
| 5   | 495181 | Rogerwaters      | 2012 PV19             | 15.08.2012    | MPC                     |
| 6   | 495253 | Hanszimmer       | 2013 OC8              | 30.07.2013    | MPC                     |
| 7   | 495287 | Harari           | 2013 RW94             | 11.09.2013    | MPC                     |
| 8   | 495759 | Jandesselberger  | 2017 BS63             | 10.02.2013    | MPC                     |
| 9   | 551231 | Żywiec           | 2013 AT24             | 4.01.2013     | MPC                     |
| 10  | 555112 | Monika           | 2013 QS96             | 30.08.2013    | MPC                     |
| 11  | 555468 | Tokarczuk        | 2013 YH47             | 12.09.2013    | MPC                     |
| 12  | 559521 | Sonbird          | 2015 DM66             | 8.09.2012     | MPC                     |
| 13  | 560354 | Chrisnolan       | 2015 FW291            | 26.11.2013    | MPC                     |
| 14  | 575195 | Carpineti        | 2011 LG33             | 6.12.2012     | MPC                     |
| 15  | 576853 | Rafalreszelewski | 2012 VS61             | 16.10.2012    | MPC                     |
| 16  | 580123 | Gedek            | 2015 BG20             | 8.09.2012     | MPC                     |
| 17  | 593195 | Lavinaahmed      | 2015 HR75             | 6.12.2012     | MPC                     |
| 18  | 594782 | Kacperwierzchos  | 2017 YV15             | 2.12.2013     | MPC                     |
| 19  | 601731 | Kukuczka         | 2013 PV10             | 3.08.2013     | MPC                     |
| 20  | 601916 | Sting            | 2013 WJ98             | 28.11.2013    | MPC                     |
| 21  | 604001 | Iagiellonica     | 2015 KC7              | 24.02.2014    | MPC                     |
| 22  | 606339 | Kierpiec         | 2017 UY13             | 24.10.2014    | MPC                     |
| 23  | 606701 | Golda            | 2018 SA16             | 31.08.2013    | MPC                     |
| 1.  |        |                  |                       |               |                         |